# Жюльен Воканс
Жюльен Воканс (фр. Julien Vocance, настоящее имя Жозеф Сеген, фр. Joseph Seguin; 5 мая 1878, Лион — 29 июля 1954, Анноне) — французский поэт, наиболее известный как один из первых французских хайдзинов. Внук Марка Сегена, единокровный брат Луи Сегена.

## Биография
Окончил Лионский университет (1897), затем после годичной армейской службы продолжил образование в парижской Вольной школе политических наук (ныне Институт политических исследований), получив в 1903 году диплом юриста. В 1907—1914 гг. чиновник Министерства общественных работ. Затем был призван в армию, участник Первой мировой войны. Был тяжело ранен, потерял один глаз. Затем вернулся на государственную службу, с 1927 года заместитель директора Центрального управления общественных работ. В 1937 году вышел в отставку.

## Творчество
В предвоенные годы под влиянием Поля Луи Кушу заинтересовался поэзией хайку. Дебютировал в печати в 1916 году, опубликовав в журнале La Grande Revue цикл «Сто видов войны» (фр. Cent visions de guerre — название отсылает к циклу работ Кацусики Хокусая «Сто видов Фудзи»). Цикл был написан в госпитале после ранения и получил широкую известность, его фрагменты перепечатывались другими изданиями. Для публикаций Жозеф Сеген взял псевдоним, образовав его от названия деревни Сен-Жюльен-Воканс из департамента Ардеш, с которой была связана его семья. Критика встретила военные хайку Воканса с глубоким одобрением: в частности, Эмиль Вюйермоз писал, что в рождении лирического чувства из предельно краткого наблюдения есть нечто специфически французское.
В 1920 году Воканс принял участие в групповой публикации в La Nouvelle Revue française (с предисловием Жана Полана), которая стала точкой отсчёта для развития хайку во Франции. В 1923 году 28 его текстов вошли в первую антологию французского хайку, составленную Рене Мобланом. Далее последовали циклы хайку «Протей, или Жизнь одного человека» (фр. Protée, ou La Vie d'un Homme; 1924), «Испания» (1925), «Парижские виды» (фр. Paysages Parisiens; 1928) и т. д. Цикл «В манере…» (фр. À la manière de...; 1935) — серия поэтических откликов на классические японские гравюры укиё-э.
В 1936 году Париж посетил крупнейший японский хайдзин Такахама Кёси, и Воканс принимал его у себя; их последующая переписка продолжалась долгие годы. В 1937 году Воканс выпустил двухтомное собрание сочинений, в первый том, «Книгу хайку» (фр. Le Livre des Haï-Kaï), вошли его трёхстишия, другие стихи составили второй том под названием «Хохлатая цапля» (фр. Le Héron Huppé). Хайку Воканса, особенно 1920—1930-х гг., далеки от канонов жанра: они часто построены на эксплицитном сравнении, нередко используют рифму и никогда не следуют счёту слогов; тем не менее, их место в истории французского хайку остаётся исключительным.
Цикл «Сто видов войны» опубликован в испанском переводе Сусаны Бенет (2017) и в английском переводе Алфреда Найкола (2022).